# Департамент скульптуры в Лувре
Отдел скульптуры — один из восьми отделов Лувра. В нем находится одна из самых больших коллекций скульптуры в мире и самая богатая коллекция французских работ.

### Описание
В отделе скульптуры хранится более 6000 работ, в том числе самая большая в мире коллекция французских скульптур. Всего в 67 залах, расположенных вокруг двух дворов (всего 8 500 м2), представлено более 2000 работ.
В первые дни в музее выставлялись только античные скульптуры, за исключением двух статуй рабов Микеланджело. Только в 1824 году была открыта галерея Ангулема с пятью залами, посвященными работам от эпохи Возрождения до 18 века. С 1850 года к нему добавилась средневековая скульптура, но только в 1893 году отдел скульптуры стал независимым и перестал быть связанным с отделом антиквариата.
Среди недавних изменений можно отметить перегруппировку всех статуй, созданных для парка замка Марли, в частности, больших конных статуй Антуана Койсевокса и Гийома Кусту.
Французская скульптура, расположенная во многих комнатах вокруг двух крытых дворов, расположена в крыле Richelieu, а итальянская, испанская и северная школьная скульптура выставлена в крыле Denon на первом этаже. Среди представленных художников, помимо множества анонимных (особенно для средневековья), отметим Жана Гужона, Жермена Пилона, Пьера Пюже, Жан-Антуана Удона, Франсуа Руде, Донателло, Франческо Лаурана, Андреа делла Роббиа, Микеланджело, Джамболонья. , Ле Бернин и Антонио Канова.